# Флерон (Бельгия)
Флерон — коммуна в Валлонии, расположенная в провинции Льеж, округ Льеж. Принадлежит Французскому языковому сообществу Бельгии. На площади 13,72 км² проживают 16 088 человек (плотность населения — 1172 чел./км²), из которых 47,12 % — мужчины и 52,88 % — женщины. Средний годовой доход на душу населения в 2003 году составлял 12 046 евро.
Почтовый код: 4620-4624. Телефонный код: 04.